# Квіти (село)
Кві́ти — село в Україні, у Козельщинській селищній громаді Кременчуцького району Полтавської області. Населення становить 41 осіб. До 2017 орган місцевого самоврядування — Козельщинська селищна рада.

## Географія
Село Квіти знаходиться на правому березі пересихаючої річки Рудька, вище за течією на відстані 2,5 км розташоване село Ганнівка, нижче за течією на відстані 3 км розташоване село Омельниче.

## Історія
12 червня 2020 року, відповідно до розпорядження Кабінету Міністрів України № 721-р «Про визначення адміністративних центрів та затвердження територій територіальних громад Полтавської області», село увійшло до складу Козельщинської селищної громади.
19 липня 2020 року, в результаті адміністративно - територіальної реформи та ліквідації Козельщинського району, село увійшло до складу новоутвореного Кременчуцького району.